# Ustînkova Hreblea, Barîșivka
Ustînkova Hreblea (în ucraineană Устинкова Гребля) este un sat în comuna Voloșînivka din raionul Barîșivka, regiunea Kiev, Ucraina.

## Demografie
Componența lingvistică a localității Ustînkova Hreblea
     Ucraineană (100%)
Conform recensământului din 2001, toată populația localității Ustînkova Hreblea era vorbitoare de ucraineană (100%).